# Белжец (лагер на смъртта)
Лагерът на смъртта в Белжец (официално название SS-Sonderkommando Belzec или Dienststelle Belzec der Waffen SS) е немски нацистки лагер на смъртта, функциониращ по време на Втората световна война, от март 1942 г. до юни 1943 г., намиращ се близо до село Белжец и до железопътната гара със същото име.
Лагерът е създаден в рамките на Операция „Райнхард“; чиято цел е унищожаване на еврейското население. Хитлеристите транспортират там евреи от Гетата и лагерите в Генералната губерния, преди всичко от Галиция, от Краковска и Люблинска области. Заедно с полските евреи там бива унищожавано и еврейско население от Чехия, Германия, Унгария и Словакия. Жертвите са избивани в стационарни газови камери. Броят на убитите е около 450 000.
Затворниците, целенасочено обречени на смърт, са подлагани на глад, болести и чудовищна жестокост от страна на пазачите. След ликвидирането на лагера, последните затворници са закарани в лагера на смъртта в Собибор, където са жестоко убити. Едва 2 – 4 са тези, които успяват да избягат от лагера в Белжец и да преживеят войната.
Лагерът в Белжец е първият лагер на смъртта, действащ в Генералната губерния. За немските нацисти той се превръща в опитен полигон за геноцид и разработените там методи за унищожение по-късно се прилагат в останалите лагери от операция „Райнхард“.

## Създаване
През пролетта на 1940 г. окупационните власти организират в село Белжец лагер за принудителен труд. Там изпращат преди всичко евреи, а заедно с тях и роми, синти и поляци. Затворниците работят на строежа на противотанков ров на тогавашната немско-съветска граница. Лагерът функционира до ноември 1940 година, като през него преминават общо повече от петнадесет хиляди души. Голям брой затворници умират от глад, болести, изтощение или от бруталната жестокост на пазачите.
На 22 юни 1941 г. нацистка Германия извършва инвазия в Съветския съюз. На завладените територии отрядите на смъртта (Einsatzgruppen) започват масови екзекуции на евреи. По този начин антисемитската политика на Третия райх навлиза в нова фаза, прекрачвайки границата, деляща дискриминацията и преследването от системното избиване. Малко по-късно, най-вероятно през есента на 1941 г., сред ръководните нива на хитлеристкия режим започва да кристализира идеята „окончателното разрешаване на еврейския въпрос“ да стане чрез физическо унищожение.
Изводите, до които се стига след действията на отрядите на смъртта, сочат, че екзекутирането чрез разстрел трудно може да бъде запазено в тайна, сблъсква се с логистични проблеми и има негативно въздействие върху психиката на тези, които го извършват. По тази причина ръководството на SS започва да търси по-ефективни методи за масови убийства. След няколко неуспешни експеримента, стигат до извода, че най-успешната техника е усмъртяване чрез газови камери. В късната есен на 1941 г. мобилните отряди за екзекуция са оборудвани със специални коли, които изпълняват ролята на подвижни газови камери. Този метод се използва и в центъра за унищожение в Хелмно на Нер, който действа от началото не декември 1941 г.. Но дори и използвайки такива коли, немските хитлеристи не са в състояние да унищожат за кратко време милиони хора. Едва пускането в действие на лагерите на смъртта, в които функционират стационарни газови камери, се превръща, по мнението на Богдан Мушял, в своего рода технологичен прелом, който прави възможно „окончателното разрешаване на еврейския въпрос“. Не е изключено решението за изграждане на първия лагер на смъртта да е било взето по време на съвещание, проведено в края на септември и началото на октомври 1941 г. в главната квартира на Адолф Хитлер.
Властите в Генералната губерния очакват с нетърпение бързото „решаване на еврейския въпрос“, смятайки, че то ще ги избави от многобройните проблеми от икономическо и санитарно естество. Според Мушял, ключова роля в процеса на вземане на решение за унищожаването на евреите изиграва водачът на SS – Одило Глобочник. Този фанатичен нацист, заемащ в хитлеристката йерархия по-висока позиция от тази, която предполага чинът му, счита, че „отстраняването“ на евреите ще направи възможна реализацията на неговите планове за цялостно германизиране на Люблински дистрикт. През септември 1941 г. той се споразумява с шефовете на канцеларията на фюрера, в този дистрикт да бъде изпратена група служители на канцеларията, които преди това са участвали в акция T4 – тайна програма за унищожаване на психически болни или умствено изостанали лица. На 13 октомври той се среща с Хайнрих Химлер и фелдмаршал Вилхелм Крюгер – най-вероятно за да обсъдят плановете на операцията за унищожаване на евреите. Няколко дни по-късно в Белжец започва строителството на лагер на смъртта. Не е изключено също така по време на същата среща да е било взето решение и за организирането на още един лагер на смъртта в Люблински дистрикт – лагерът в Собибор.
Историците не са единодушни по въпроса дали лагерите в Белжец и Собибор от самото си начало са били предназначени за унищожаване на всички евреи от Генералната губерния или е трябвало да бъдат използвани преди всичко за избиване на еврейското население в Люблински дистрикт.

## Изграждане на лагера и първи „експерименти“
Най-вероятно мястото за построяване на лагера е било посочено от Одило Глобочник. Изборът му е продиктуван от няколко предпоставки. Селото се намира на границата между Краковски и Люблински дистрикт и е близо до Галиция, където има съсредоточаване на еврейско население. Освен това се намира край железопътната линия Лвов – Люблин – Варшава. Изборът на Белжец може би е повлиян и от факта, че преди това там е функционирал трудов лагер.
Първата група есесовци, в която влизат Готфрид Шварц, Йозеф Оберхаузер и Йохан Неман, пристига в Белжец в края на октомври 1941 г. Към тях най-вероятно се е присъединил и SS-хауптщурмфюрерът Рихард Томала, който разработва архитектурния план на лагера. Офицерите си избират за квартира стопанството на семейство Гохув.
Строителните работи започват на 1 ноември. През първия месец ги ръководи Томала, а по-късно е заместен от хитлерист, чието име не е известно, но се предполага, че става дума за химика от Канцеларията на фюрера Хелмут Калмейер. На 18 октомври (най-късно) в лагера в Белжец пристигат и първите пазачи (wachmany) от лагера за обучение на SS в Травники. На 22 декември в новосъздадения лагер пристига първият му комендант, Кристиан Вирт. В началото на януари 1942 г. той се връща за кратко в Германия, за да редуцира членовете на лагерния персонал. Първите десет от своите бивши подчинени от акцията T4, довежда от „центъра за евтаназия“ в Бернбург.
Изграждането на лагера е забавено поради трудните атмосферни условия през зимата на 1941 и началото на 1942 г. Заради недостиг на строителни материали германците са принудени да докарват в Белжец конфискувани материали от околните селища. Първоначално всички строителни дейности са извършвани от около 20 – 30 полски работници от Белжец. Първата им задача е да изкоренят всички дървета и горската растителност, останала на терена на бъдещия лагер, след което да направят годна за експлоатация, намиращата се наблизо железопътна линия. До средата на декември са издигнати и три бараки, в които се предвижда да бъдат разположени: съблекалня, газови камери и склад за ограбените предмети. Междувременно украинските пазачи се заемат с изкопаването на масови гробове и с построяването на охранителна кула и ограда. Скоро след това са изградени още пет бараки, от които две са предназначени за жилищни сгради на пазачите, една за жилищно помещение на еврейските затворници, а останалите за гараж и склад. В края на декември, когато сградата с газовите камери е вече готова, полските работници са уволнени. Оттогава нататък почти всички строителни работи се извършват от група от около 120 – 150 евреи, докарани от Любича Крулевска. Към тях се отнасят брутално, а храната която има дават е оскъдна и с много лошо качество. След приключване на строежа, те биват убити.
Под надзора на Вирт е проведена и серия „експерименти“ за обгазяване на хора. Първа жертва в газовите камери стават споменатите вече работници от Любича Крулевска.
Михаел Трегенца твърди, че до средата на март в Белжец са избити още 2 – 3 „експериментални“ транспорта; предполага, че в тях са били психически болни и недъгави немски евреи, докарани от „транзитните гета“ в Пяски и Избица. Тази информация не е потвърдена от Роберт Кувалек; по негово мнение техниката на обгазяване е била усъвършенствана по време на първите масови транспорти.
Първоначално – по образец на практиките, използвани в акция T4 – жертвите са били убивани в стационарни камери чрез използване на газ, съхраняван в метални бутилки. Трегенца предполага, че използваният газ е циклон B, а Кувалек смята, че по-вероятно е бил използван въглероден оксид или въглероден диоксид. Налага се бутилките да бъдат докарвани от Германия, затова този метод е определен като неикономичен. В „експерименталния период“ в Белжец е пусната в действие и подвижна газова камера, инсталирана в модифицирана за целта пощенска кола. Тя се използва за убиване на инвалиди и психически болни хора, издирвани в близките села. Вероятно е прилагана и при екзекутиране на полски политически затворници от затвора в Замошч. В крайна сметка Вирт съчетава двата метода, стигайки до извода, че най-успешния начин за усмъртяване на жертвите ще бъде затварянето им в стационарни камери, където да бъдат убити чрез използване на изгорели газове от запален двигател. Според Трегенца двигателят е бил докаран от Лвов през втората седмица на мат 1942 г.
Приема се, че лагерът започва да функционира на 17 март 1942 г. В ранните часове на този ден пристига първият транспорт от гетото в Люблин, а следобед на същия ден – първият транспорт от гетото в Лвов. Денят, в който Белжец е пуснат в действие се счита за начало на системния геноцид над полските евреи, наречен по-късно от хитлеристите операция „Райнхард“.

## Локализация и топография

### Обща информация
Лагерът е построен на горист хълм, разположен на югоизток от Белжец, наричат от местното население Хълмът Кожелск. От железопътната спирка го делят около 400 – 500 метра, а от селото 100 – 150 метра. Южната му граница опира до коловозите на железопътната линия Лвов – Люблин – Варшава. Лагерът е издигнат от основи, тъй като на хълма не е имало каквито и да било постройки, които да бъдат адаптирани за съответните нужди. Използвана е единствено намиращата се в подножието на хълма глуха железопътна линия, останала от дърводобивното предприятие, работело на този терен преди Първата световна война.
В края на юни и началото на юли 1942 г. в лагера са предприети мащабни модернизационни и строителни дейности, чиято цел е да се увеличи ефективността на процеса на масово унищожаване и да се приспособи инфраструктурата на лагера към нарастващия брой затворници и пазачи.
Общата площ на лагера е 7,3 хектара. Заобиколен е с два реда бодлива тел, а по време на преустройството през 1942 г. между тях е поставен трети ред от навита на спирала бодлива тел. От източната страна има допълнителна бариера от купчини отсечени дървета. С глед на факта, че южната част на оградата опира в железопътната линия, между теловете на този участък са вплитани гъсто разположени клони, за да бъде невъзможно за пътниците и обслужващия персонал на влаковете да видят вътрешността на лагера. В ъглите до оградата се издигат три охранителни кули. Лагерът е поделен на две зони: лагер I и лагер II.

### Лагер I
Лагер I, наричан още „долен лагер“, обхваща южната и западната част на този център за масово унищожение. Това е зоната, в която жертвите са приемани в лагера. С железопътната гара го свързва глуха линия с дължина около 500 метра. Вагоните влизат на терена на лагера през порта, намираща се в югозападния ъгъл на оградата. Там е поставена железопътна рампа, където първоначално са можели да спират от 8 до 10 вагона. След преустройството на лагера до рампата достигат два коловоза и там могат да спрат много повече на брой вагони. Близо до рампата се намира барака, в която се съхранява несортираният, отнет от жертвите багаж.
Лагер I е и жилищна зона за пазачите от Травники и за еврейските затворници. Първоначално пазачите са разполагали с три бараки, намиращи се на изток от главната порта. В най-голямата са разположени жилищните помещения, в средната – лазарета, зъболекарския кабинет и фризьорския кабинет, в най-малката – кухнята и столовата. По-късно, когато броят на пазачите се увеличава, са построени още две сгради. Бараките за „работещите евреи“, включително помещения за шивачите и обущарите, са издигнати близо до рампата. В пространството между жилищата на пазачите и бараките на затворниците първоначално са издигнати две сгради, които вероятно за са изпълнявали ролята на склад и на жилища за затворниците. По-късно там са построени и гараж, шлосерска работилница, пералня и шивашко помещение.
До оградата, разделяща лагер I от лагер II, се намира съблекалнята, където жертвите са се събличали голи, преди да бъдат изпратени в газовите камери. Има отделна барака за мъжете и отделна за жените и децата, макар да не е изключено първоначално да е била построена само една обща сграда. В бараката за жените е работел „фризьор“, който отрязва косите на жените. На стените на съблекалнята са висели инструкции, написани на полски език, а може би и на немски и на идиш. Те информират жертвите, че трябва да се съблекат голи, да си сгънат дрехите и подредят обувките си, да предадат ценните предмети на депозит, а след това да отидат за извършване на „изкъпване и инхалация“. Най-вероятно в района на съблекалнята е имало и „обменно бюро“, в което евреите са оставяли парите и ценностите си.
От съблекалнята до сградата с камерите се стига по специален коридор, наричан „маркуч“ или „шлаух“ (от немски Schlauch, Schleuse). Коридорът с широчина два метра е изграден от висока три метра ограда от бодлива тел. Между теловете са били вплетени клони от дървета, а отгоре най-вероятно коридорът е бил покрит със специална мрежа, която да не позволява случващото се вътре да бъде видяно от въздуха. След реконструкцията на лагера телената ограда е заменена с плет.

### Лагер II
Лагер II, наричан още „горен лагер“ е бил зоната за екзекуция. Намира се в източната част на центъра за масово унищожаване. От „долния лагер“ го дели ограда от бодлива тел, с гъсто вплетени между теловете клони. Част от границата между двата лагера е и някогашният противотанков ров, изкопан през 1940 г. от затворниците в трудовия лагер.
Първоначално в лагер II работят три газови камери, разположени в малка дървена сграда близо до изхода на „шлауха“. С цел обектът да не може да бъде наблюдаван от близкия хълм, германците запазват част от растящите около него дървета. Според признанията на Станислав Козак, полски работник, участвал в изграждането на лагера, през самата сграда е минавал коридор, от който до всяка камера е водела отделна врата. От другата страна на камерата, на северната стена, е била поставен специална врата, служеща за изхвърляне на човешките останки. Всички врати са с гумено уплътнение и е можело да бъдат отваряни само отвътре. Подът на камерите е с размери 4 × 8 метра, а височината им достига 2 метра. Както подът, така и стените на височина 1,1 метра са били облицовани с поцинкована ламарина, за да бъде улеснено почистването. Камерите приличат на баня и на таваните им са монтирани душове. В полунощ към сградата е била прикрепяна дървена рампа, за да бъдат изхвърлени човешките останки. Жертвите са убивани чрез използване на изгорели газове, получени от двигателя на пленен съветски танк, инсталиран в дървена барака, намираща се на гърба на сградите. Тръбите, през които се подават изгорелите газове са изработени в работилницата на Кажимеж Черняк в Томашов Любелски. Те преминават по стените на всяка камера на около 10 сантиметра от пода, а отворите им се намират вляво от входната врата на височина един метър. Според Р. Кувалек в трите камери е можело да бъдат убити от 450 до 480 души едновременно, а според M. Трегенца всяка от камерите е можела да събере 240 жертви.
Първите три месеца на действие на Белжец показват, че камерите не са достатъчно продуктивни. През лятото на 1942 г. е направено преустройство и модернизация на лагера. Старата сграда е съборена и е заместена с по-голям обект, изработен най-вероятно от бетон. В него са изградени шест газови камери. По време на преустройството дърветата, които скриват обекта са запазени непокътнати. Според свидетелствата на Рудолф Редер новата сграда е имала плосък покрив и е била покрита с камуфлажна мрежа. До входа имало голяма ваза с цветя, а на предната стена висял надпис Bade-und Inhalationsräume („къпално-инхалационни помещения“). Според някои свидетели над входната врата е била окачена Давидовата звезда. Малко по-далеч е висяла табела с надпис „Stiftung Hackenholt“ („Фондация Хакенхолт“), на името на есесовеца проектира и обслужва газовите камери – Лоренц Хакенхолт[68]. Камерите са разположени от двете страни на коридор, размерите на пода на всяка от тях са 4 × 8 или 4 × 5 метра, а височината им е не повече от два метра. Както и в старата сграда, те са направени така, че да приличат на помещения с душове, снабдени с две врати – една, през която жертвите влизат и една, през която се изхвърлят труповете. Входната врата е снабдена с шпионка, през която може да се види как протича обгазяването. Стените на камерите са боядисано със светла маслена боя, която да улесни почистването. Всяка от камерите може да побере около 750 души, което означава, че хитлеристите са можели да убият едновременно 4 хиляди души. До сградата има малка пристройка, в която са инсталирани бензиновите двигатели за обгазяване на жертвите.
В северната и източната част на „горния лагер“ се намират масовите гробове. Обикновено те са били с дължина 20 метра, широчина 5 – 6 метра и дълбочина 4 – 5 метра. Останки често са погребвани и в споменатия вече противотанков ров. В края на деветдесетте години на миналия век по време на археологически разкопки на терена, на който се е намирал лагера, са открити останки от 33 масови гроба. Един от гробовете в източната част на лагера е изпълнявал функцията на „лазарет“ – край него са били разстрелвани евреите, които не са имали сили да стигнат до газовите камери.

### Обекти извън същинския лагер
На ул. „Лвовска“ в Белжец, срещу железопътната спирка, се е намирал комплекс от сгради, служили като жилищно-административна зона на немския персонал. Две от тях преди това са принадлежали на Полските държавни железници. В първата се помещава комендатурата и жилището на коменданта Кристиан Вирт, във втората са квартирите на останалите есесовци. В намиращата се в близост дървена постройка се помещава лагерната администрация. Някогашните стопански помещения, намиращи се на гърба на комендатурата са превърнати в складове за заграбените от жертвите пари и ценности. В рамките на комплекса има също: оръжейна, пералня, караулно, стопански склад. С течение на времето, поради увеличаване на състава е построено допълнително помещение, в което са живеели и няколко немски еврейки, работещи като перачки и прислужнички. Целият комплекс е ограден с бодлива тел и е охраняван от пазачи от Травники.
Сред обектите, намиращи се извън границите на същинския лагер е и главното помещение за сортиране, в което еврейските затворници разпределят заграбеното от хитлеристите.

## Персонал
В състава на лагерния персонал влизат около 20 германци и австрийци. Персоналът се сменя на ротационен принцип; до 2010 г. са установени имената на 37 есесовци, служили в Белжец. Сред тях най-многобройни са служителите от Канцеларията на фюрера – ветерани от акция T4 – които получават офицерски или подофицерски звания поради това, че са изпратени на служба в лагера.
Длъжността комендант на лагера заемат последователно:
SS-оберщурмфюрер Кристиан Вирт – пребиваващ в Белжец от декември 1941 г. Използвайки опита си от акция T4, той разработва и въвежда повечето от принципите и процедурите, на които се основава дейността на лагера, и преди всички процедурата за усмъртяване на жертвите. Неговата бруталност и ненадмината жестокост будят страх дори сред германските есесовци и украинските пазачи. В началото на август 1942 г. той напуска Белжец, за да заеме длъжността инспектор на всички лагери от акция „Райнхард“.
SS-оберщурмфюрер Готлиб Херинг, който замества Вирт и ръководи лагера чак до ликвидирането му юни 1943 г. По време на неговото управление акцията за екстерминация е най-интензивна. Запазените свидетелства сочат, че по жестокост и бруталност той почти не отстъпва на своя предшественик.
През целия период на съществуване на лагера длъжността заместник-комендант и ръководител на лагер II се изпълнява от SS-хаупщурмфюрер Готфрид Шварц. През първите няколко месеца трето място в лагерната йерархия заема адютантът на Вирт SS-хаупщурмфюрер Йозеф Оберхаузер. За функционирането на газовите камери отговаря SS-оберщурмфюрер Лоренц Хакенхолт, наречен по този повод Gasmeister („майсторът на газа“). Дейността по изгаряне на останките, въведена в последния период от съществуването на лагера, се ръководи от Фриц Таушер.
В състава на немския персонал влизат също: Вернер Дюбоа (лагер II, надзор на копаенето на гробове), Фриц Юрман (надзор на рампата), Хайнрих Глей (надзор на рампата и съблекалнята), Йохан Неман (лагер II), Ханрих Барбл (лагер II)[108], Карл Шлюх (лагер II, надзор на „Шлауха“) и др.
Немският персонал подпомага работата на пазачите (вахмани), избирани сред т. нар. Травники-Мюнер – източноевропейски колаборационисти, обучени в лагера на SS в Травники. Обикновено това са съветски военнопленници, преминали в служба на Германия. Повечето са украинци по произход. Определението „украинци“ обаче не е съвсем точно, тъй като германците се стараят да приемат в Травники преди всичко съветски фолксдойч, сред които има представители и на други неруски народности от СССР. Поради липса на кандидати обаче често се случва в Травники да бъдат приемани и руснаци.
По времето, в което в Белжец се провежда екстерминационната акция, броят на пазачите е между 90 и 130 души. Те също се сменят на ротационен принцип и Роберт Кувалек предполага, че в различните етапи от дейността на Белжец през лагера са преминали около 400 пазачи. Те охраняват вътрешността на лагера и обектите, разположени извън неговите същински граници, надзирават еврейските затворници, приемат транспортите, участват в принудителното вкарване на евреите в газовите камери. Пазачът от най-висок ранг е със звание оберцугвахман, но не е установено името на лицето, изпълнявало тази функция.
В началото на 1943 г. бойният дух на пазачите значително спада. Причината може да се корени в информацията за понесените от Германия поражения на източния фронт, а може и да е свързана със страха, че след закриване на лагера, пазачите му ще бъдат ликвидирани като нежелани свидетели. Случаите на дезертьорство зачестяват, през март 1943 г. се стига до масовото бягство на над десет пазачи, а месец по-късно – до опит за бунт и поредното колективно дезертьорство. В резултат на това Германия е принудена да върне обратно в Травники почти целия състав пазачи и да изпрати на тяхно място друга група, съставена основно от украинци, вербувани на територията на Галиция.

## Екстерминацията

### Транспорти до Белжец
Приема се, че лагерът е започнал дейността си на 17 март 1942 година, когато в него пристигат първите транспорти от Люблин и Лвов. Ден по-рано Германия започва ликвидацията на люблинското гето; до 14 април в газовите камери на Белжец са убити близо 26 хиляди от тамошните евреи. „Акцията“ в лвовското гето започва на 14 март и продължава до 1 април. В този период до Белжец са транспортирани между 10 и 15 хиляди евреи. От 19 март „изселването“ обхваща и останалите гета в дистрикт Галиция, като първи са намиращите се в западната част, близо до железопътната линия Лвов – Люблин. До 7 април в Белжец са убити около 13200 евреи от Дрогобич, Коломия, Рава Руска, Станиславов, Жолква и други по-малки градчета.
В края на март и началото на април Германия извършва първите депортации от „транзитните гета“ в Люблински дистрикт, възнамерявайки по този начин да освободи място за евреите, изселвания от територията на Третия райх. В Пяски и Избица са проведени по две „акции“, при които до Белжец са извозени съответно 4800 – 5300 и 4200 евреи. В края на март „изселването“ обхваща още няколко селища: Крашник, Крашничин, Любартув, Замошч и Шенница Ружана. До средата на април от тези селища в лагера са транспортирани най-малко 6700 евреи. Според Р. Кувалек до средата на април в Белжец са убити около 66 хиляди евреи. В тази фаза от дейността на лагера депортациите все още нямат тотален характер: транспортирани са основно лица, които се смятат за неспособни или неподходящи за работа.
От средата на април до средата на май лагерът не приема транспорти. Причина за това е отсъствието на комендант Вирт и изпращането на част от немския персонал в новосъздадения лагер на смъртта в Собибор. През последните десет дни на май в Белжец са докарани незначителен брой евреи от близките селища. Малко по-късно пристигат и първите транспорти от Краковски дистрикт. На 1 юни в гетото в Краков започва „акция“, продължила цели осем дни. В рамките на три транспорта до Белжец са откарани около 9 – 10 хиляди души. В първата половина на юни от Домброва Тарновска също са откарани около 450 евреи.
В средата на юни лагерът е затворен отново, този път поради изграждането на нови газови камери. Транспортите са подновени на 7 юли. В летните месеци акцията най-интензивна, най-вероятно в резултат на решението на Хайнрих Химлер депортирането на всички евреи от Генералната губерния да приключи до края 1942 г. Според Кувалек „най-кървавите месеци“ в историята на лагера са август и септември, когато в Белжец са убити съответно 134 хиляди и 78 – 81 хиляди евреи.
През лятото на 1942 г. в Белжец пристигат многобройни транспорти от Галиция. Първият, в който се намират около 3500 души, тръгва на 27 юли от Рава Руска. На 4 август от Самбор и близките селища са извозени около 6 хиляди души, а два дни по-късно още толкова евреи са докарани от Борислав. На 8 август жертви на депортацията стават между 2700 и 5000 души от Дрогобич и околните селища. От 10 до 25 август се провежда „голямата акция“ в Лвов. Оттам са транспортирани около 38 – 40 хиляди евреи. На 12 август от Бубрка са депортирани 1260 души, на 19 август от Грудек Ягелонски 2800 души, на 26 от Турки и Бжуховице близо 5000 души. Ден по-късно започва „акция“ в Чортков, по време на която са транспортирани около 3000 евреи[146]. На 31 август от Тарнопол и Злочев в Белжец са откарани съответно 4940 и 2800 души, а на 3 септември от Стрий около 5000. Два дни по-късно 6500 евреи от Сколе са депортирано в Белжец. Между 7 и 10 септември от Коломия и околните селища са депортирани близо 13 хиляди души, а на 12 септември в Белжец са откарани около 5000 евреи от Станиславов. Три дни по-късно от Камьонка Струмилова и Раджехув тръгва транспорт с 2900 евреи, а на 19 септември от Бродув и Подкамен за Белжец са изпратени още 2800 души. На 21 септември Германия провежда „акция“ в Бжежанска и Рогатинска община и депортира около 5 хиляди евреи. На 26 септември тръгва транспорт от Боршчов – 5000 души, а четири дни по-късно от Тарнопол – 5800 души. През септември към Белжец се отправят транспорти и от Болехов най-малко 450 души, Сокала 2000 – 2900 души.
През летните месеци в Белжец са избити и десетки хиляди евреи от Краковски дистрикт. През юли от Жешув и околностите са депортирани около 16 хиляди души, от Дембица – 3000 души, от Баранов Сандомерски 1300 души, от Домброва Тарновска 1800, от Добромил 5000 души. Между 27 юли и 3 август до Белжец са транспортирани около 13 хиляди евреи от Пшемисл и околностите. През първата половина на август пристигат транспорти от Пелкине, превърнало се в сборен пункт за еврейското население от община Ярослав, в които попадат 8000 души. От 10 до 15 август се провежда „акция“ в Кошненски район, откъдето са депортирани около 5000 души. Между 16 и 20 август от Ясло и околностите са депортирани над 10 хиляди евреи. На 24 август започва голяма „акция“ и в района на Нови Сонч, откъдето са извозени около 16 хиляди евреи. От 28 до 30 август продължава депортацията в община Нови Тарг – в Белжец са откарани близо 3 евреи. В края на август и началото на септември се провежда „акции“ и в по-малките селища около Краков и Мехов: Бохня – около 2600 хиляди души, Величка – около 6300, Скавина – около 3000 души. На 2 септември от гетото в Сломники са извозени около 6 – 7 хиляди евреи. Също през септември в Белжец са избити около 8 хиляди евреи от Бешчадов, Бескид Ниски и Санок, както и евреите транспортирани от Волбром – 2000 души, Тарнов – около 3500, от трудовия лагер в Пустков – около 1800, Домброва Тарновска – около 500, Горлице – 670 души. През лятото на 1942 г. в Белжец пристига само един транспорт от Люблински дистрикт – около 2900 евреи от Билгорай, Шчебжешин и Тарногрод.
Поредният етап от депортирането е през октомври и ноември. На този етап целта на Германия е да отстрани от гетата всички евреи, които не работят в предприятия или институции, свързани с нуждите на немското военно снабдяване. На 5 октомври са депортирани около 6 хиляди души от Тарнопол и околностите, а н 11 октомври от Коломия тръгва транспорт с близо 4000 евреи. На 15 октомври се провежда поредната „акция“ в Станиславов, в резултат на която са депортирани близо 2000 души. На 21 октомври близо 4000 евреи са откарани в Белжец от Збараж и Скалат, на следващия ден две хиляди напускат Турки, откарани към Белжец, а на 23 октомври 3459 души са откарани там от Дрогобич, Борислав, Стрий и Самбор. Поредните „акции“ се провеждат в Сокал и Камьонка Струмилова – 2500 души, както и в Подхайце – около 1200 души. На 2 ноември около 2500 са откарани от Броди, а два дни по-късно още толкова от Злочов. В поредния голям транспорт (на 10 ноември) попадат близо 3900 евреи от Збараж, Скалат, Тарнопол и Теребовли, а на 18 ноември в лвовското гето започва т.нар. „ноемврийска акция“. В продължение на три дни до Белжец са извозени около 8 – 10 хиляди евреи. Също през ноември за Белжец заминават транспорти от: Яворово – 1300 души, Стрий – около 1200, Жолква – около 1700, Бучач – около 1600, Мостиска – 2500 души.
През октомври и ноември в Белжец се изпращат транспорти преди всичко от „транзитните гета“. На 4 октомври от Билгорай заминава транспорт с около 2500 евреи, докарани пеша от Уланов. От Крашник и околностите му са транспортирани около 7 хиляди души, също толкова и от Закликов. Следващият етап от „изселването“ обхваща района на Билгорай. На 22 октомври от гарата в Шчебжешин заминава транспорт с около 1300 души, а от Звежинец – около 3 – 4 хиляди души. От „транзитното гето“ в Избица в Белжец са откарани около 4 хиляди души. През октомври и ноември в лагера пристига и транспорт с около хиляда души от Томашов Любелски и Любича Крулевска, както и 8200 евреи от гетата в Сандомеж и Завихост.
През есента продължават да пристигат транспорти от Краковски дистрикт. На 2 октомври пристига транспорт с жертви от Джялошице и Мехов – около 3000 души, а на 28 октомври, след поредната „акция“ в краковското гето до лагера са откарани около 4500 души, между които и персоналът и децата на еврейския дом за сираци[157]. На 8 ноември около 1500 души са транспортирани от Мехов, а три дни по-късно близо 500 евреи от Бохня са откарани в Белжец. На 15 ноември започват паралелни „акции“ в Тарнов и в Жешув, в резултат на които са депортирани около 4000 души. От Пшемисл са „изселени“ още 3000 евреи, а от Дембица около 600.
В началото на декември в лагера са избити още 7400 до 10600 евреи от гетата в дистрикт Галиция.
По силата на споразумение, сключено с властите на Румъния в Белжец е трябвало да бъдат откарани и близо 300 хиляди румънски евреи. До депортация обаче не се стига, тъй като под влияние на натиска от трети страни и на съпротивата в самата страна, Румъния се оттегля от споразумението.

### Modus operandi
Обикновено жертвите са транспортирани до Белжец с влакови композиции. Единствено евреите от най-близките селища са докарвани с каруци, камиони или пеша. В първата седмица от дейността си лагерът приема ежедневно по около 1 – 2 влакови композиции, всяка от които транспортира от 100 до 1500 души. През следващите седмици започва да пристигат композиции, натоварени с по около 2 – 3 хиляди, а понякога и до 4 – 5 хиляди души. През лятото на 1942 г., в разгара на екстерминационната акция, лагерът приема до три транспорта на ден. В същия период броят на жертвите в един транспорт често надвишава 6 хиляди души. Транспортът, събрал най-много жертви пристига на 10 септември от Коломия, в него са натоварени 8205 евреи.
Самите условия на транспорт са причина за висока смъртност. Случва се жителите на по-малките гета да изминават пеша много километри до най-близката железопътна гара, където ги очакват подготвените влакови композиции. Пътуването до Белжец се извършва с пломбирани, претъпкани вагони, в които няма нито храна, нито вода, нито каквито и да било санитарни съоръжения. Във вагони, които събират 50 – 60 души, често са натъпквани 90 – 100, а в някои случаи дори 180 – 200 души. През есента на 1942 г., когато нараства броят на бягствата от транспортните вагони, хитлеристите правят условията за пътуване още по-нечовешки. Те нареждат на депортираните да се съблекат голи, преди да влязат във вагоните, чиито подове предварително са посипани с гасена вар. В резултат на това евреите масово умират от жажда, изтощение и липса на въздух. В споменатия транспорт от Коломия една четвърт от депортираните умират още преди да достигнат до Белжец.
Някои от евреите правят опити да избягат по време на транспортирането. Броят им нараства през есента на 1942 г., тъй като по това време живущите в гетата вече са наясно каква съдба ги очаква и носят със себе си инструменти за пробиване на дупки в пода или за избиване на прозорците на вагоните. При септемврийския транспорт от Коломия броят на опитващите се да избягат е толкова голям, че немският ескорт изстрелва всичките си патрони и е принуден да използва щикове и дори да хвърлят камъни по опитващите се да избягат евреи. Бегълците често умират от раните, получени при скачането от вагона или нанесени им от немския ескорт. Свидетели си спомнят, че пространството покрай коловозите на линиите към Белжец е осеяно със стотици трупове. Тези, които успяват да избегнат смъртта при самото бягство, по-късно биват залавяни от немската полиция и пазачите на железниците. Случва се също така по ранените изплашени бегълци да стрелят „за развлечение“ немски пътници от пътническите влакове.
За пристигането на транспорта съобщава телеграфичната служба на железопътната линия в Звежинец (ако композицията идва откъм Люблин) или на гарата в Рава Руска (ако идва откъм Лвов). Ръководител движение на гарата в Белжец предава съобщението на дежурния от SS в комендатурата, а той с помощта на полеви телефон алармира екипа в лагера. „Специалните влакове“ приключват маршрута си на гарата в Белжец. Обикновено композициите имат повече вагони, отколкото могат да се съберат на лагерната рампа. В такива случаи те са поделяни на няколко части, които с помощта на парен локомотив биват вкарвани на територията на лагера. Броят им зависи от дължината на рампата и „абсорбционните възможности“ на лагера. Първоначално са били приемани от 8 до 10 вагона наведнъж, а по-късно броят им нараства до 15 – 20. След опразването вагоните са откарвани обратно на гарата, а локомотивът вкарва в лагера поредната част от композицията. Първоначално локомотивът е обслужван от Рудолф Гокел, немски началник гара в Белжец, а когато броят на приеманите композиции нараства, тази дейност са принуждавани да извършват полски железничари. След войната те свидетелстват, че не им е било позволено да преминават границата на лагера. Следите от двигателно масло, намерени при археологическите разкопки на мястото, където е свършвала лагерната рампа, сочат обаче, че в действителност локомотивът е преминавал от другата страна на вратата. На екскортиращите влака не е било позволено да влизат на терена на лагера; задачата им е да контролират терена между гарата и лагера. Композициите са приемани денем. Влаковете които пристигат вечер, трябва да останат на гарата до зазоряване.
След като вагоните спират на рампата, есесовските офицери и пазачите брутално изгонват евреите навън. След известно време със задачата да отварят вагоните и да изгонват хората от тях са натоварени еврейските затворници, тъй като германците решават, че видът им действа успокояващо на жертвите. Според свидетелствата на полски железничар, станал свидетел на „разтоварването“ на един от транспортите, опразването на вагоните отнема не повече от четири минути. След като всички евреи биват изкарани от вагоните и събрани на плаца, един от есесовците произнася реч. Първоначално това прави лично комендантът Вирт, а по късно тази задача се пада на Фриц Юрман. На жертвите се съобщава, че се намират във временен лагер, от който, след изкъпване и дезинфекция, ще бъдат изпратени в трудов лагер. Свидетели разказват, че Вирт и Юрман са умеели да бъдат убедителни до такава степен, че след като приключват речта си, някои от евреите спонтанно ги аплодират. Всички, които се противопоставят или изразяват някакви съмнения, са пребивани до смърт пред очите на останалите. През това време еврейските затворници старателно почистват вагоните, след което офицер проверява дали някой не е останал да се крие в тях.
Сред тълпата се избират от няколко десетки до няколкостотин млади силни мъже, които да работят в лагера, а останалите са принуждавани да оставят багажа си и да се съблекат голи. Първоначално всички жертви се събличат заедно, но след построяването на поредната барака, която служи като съблекалня, мъжете биват отделяни от жените и децата. В съблекалнята има „обменно бюро“, където жертвите трябва да предадат парите и ценностите си. В замяна им се раздават бетонени кръгчета с издълбани на тях номера, срещу които после да получат своя „депозит“. Голите мъже веднага трябва да се отправят към „шлауха“, а жените са изпращани към помещенията на „фризьорите“[f]. Подстригването на косите обикновено трае до два часа, през които немците обикновено вече са успели да убият всички мъже. Персоналът обикновено се старае до последния момент да държи жертвите в неведение за съдбата, която ги очаква. Почти цялата „процедура“ се извършва брутално и изключително бързо, с цел евреите да бъдат зашеметени и да им се отнеме всяка възможност за съпротива.
„Край нас минават напълно голи мъже, жени, млади момичета, бебета, еднокраки. В ъгъла стои дебел есесовец, който със силен пасторален глас вика на нещастниците: „нищо лошо няма да ви се случи! Трябва само да вдишвате бързо, тази инхалация укрепва дробовете, предпазва от заразни болести и е добро средство за дезинфекция!“ Когато го питат каква ще бъде съдбата им, отговаря: „Мъжете трябва да работят, да строят пътища и домове, но за жените работата не е задължителна. Обаче ако желаят, могат да помагат в домакинството и в кухнята“. За някои от тези бедни хора това е още една малка искрица надежда, която им е достатъчна да влязат в камерите на смъртта без каквато и да било съпротива – но повечето от тях знаят всичко, миризмата им подсказва каква ще бъде съдбата им!“ – фрагмент от рапорта на Курт Герщайн.
Голи, жертвите преминават през „шлауха“, след което биват въвеждани в газовите камери. По пътя ги бият с бичове или ги бодат с щикове. След като вратата е затворена, Лоренц Хакенхолт запалва двигателя. Обгазяването обикновено продължава 20 – 30 минути, но се случва двигателят да се повреди и натъпканите в камерата жертви да чакат в продължение на няколко часа, докато бъде ремонтиран. Когато екзекуторите се уверяват, че всички жертви са мъртви, еврейските затворници се заемат с изхвърлянето на труповете и почистването на камерите от кръв, повръщано и изпражнения. След това пренасят телата в масовите гробове, спирайки по пътя за кратко, за да могат „зъболекарите“ за изтръгнат от жертвите златните зъби и мостове и да проверят естествените отвори на тялото за скрити ценности. Първоначално труповете се транспортират с теснолинейка, но този начин се оказва ниско ефективен и извършващите дейността са снабдени с кожени ремъци, с които да теглят труповете. Поставени в гробовете, телата се засипват с тънък слой пръст. Пазачите убиват тези, които случайно са оцелели от газовите камери.
В транспортите има и лица, които не могат да стигнат със собствени сили до газовите камери: старци, инвалиди, ранени и болни, малки деца без придружители. Те биват улавяни на рампата и отделяни от останалите евреи. Когато приключва ликвидацията на основната част от транспорта, „неходещите лица“ са отнасяни с носилки до „лазарета“. Зад този евфемизъм се крие масовият гроб в източната част на лагер II. Край ръба на този гроб жертвите биват разстрелвани. Хаим Хиршман става свидетел как бебета и малки деца са заровени там живи.
Белжец е наричан „лабораторията на операция Райнхард“. Другите два лагера на смъртта, създадени в рамките на тази операция – Собибор и Треблинка – са проектирани на базата на опита, натрупан при функционирането на Белжец. И в двата лагера са използвани разработените в Белжец техники на камуфлаж, методи за унищожаване и принципи за третиране на „работещите евреи“. Подобрените газови камери, изградени в Белжец през юни 1942 г., служат като образен за новите камери в Собибор и Треблинка.

### Броят на жертвите
През 1947 г. съдия Еугениуш Шройт публикува на страниците на „Biuletynu Głównej Komisji Badania Zbrodni Niemieckich w Polsce“ („Бюлетин на Централната комисия за разследване на хитлеристките престъпления в Полша“) статия, обобщаваща резултатите от следствието относно Белжец. Изчислява се, че броят на жертвите в лагера е най-малко 600 000 души. Тези изчисления са цитирани в много от по-късните публикации по темата и се запечатват дълбоко в съзнанието на обществеността. Съдът в Мюнхен, където през 1964 г. се разглежда делото срещу персонала на Белжец, също установява, че в лагера са убити около 600 000 души. Същият брой загинали установява и израелският изследовател Ицхак Арад в монографията си, посветена на лагерите на смъртта и операция „Райнхард“.
В края на 60-те и началото на 70-те години за пръв път започва верификация на дотогавашните данни за броя на жертвите в лагерите от операция „Райнхард“. Немският историк Волфганг Шефлер изчислява, че в Белжец са убити 447 442 души. Йозеф Маршалек в статията си, публикувана през 1996 г. в „Zeszytów Majdanka“ („Записки от Майданек“) приема, че броят на убитите възлиза на 483 000, а Раул Хилберг ги определя като 550 000. Нова светлина по въпроса хвърля т.нар. телеграма на Хьофле. Документът, чийто автор е заместник-ръководителят а операция „Райнхард“ SS-щурбманфюрер Херман Хьофле, съдържа конкретни данни за броя на евреите, убити до 31 декември 1942 г. в лагерите на смъртта в Белжец, Собибор и Треблинка и в концентрационния лагер Майданек. Разшифрован е от съюзническите криптографи, но съществуването му е разгласено едва през 2000 г. От телеграмата става ясно, че в периода, за който се отнася в Белжец са убити 434 508 души.
Откритието за телеграмата на Хьофле не слага край на дебатите относно броя на жертвите. Според Р. Кувалек „запазените до днес източници позволяват да се определи, че общият брой на жертвите в лагера не надвишава 500 000 души, а съвременните изследвания сочат, че броят им може и да е по-малък от 450 000 души“. Самият той на базата на събрани данни определя, че между 17 март и 11 декември 1942 г. Германия е изпратела в Белжец 179 транспортни композиции, в които са се намирали от 440 823 до 453 021 евреи. Музеят – Място на паметта в Белжец приема, че броят на жертвите в лагера възлиза на около 450 000 души.
Белжец, както и останалите лагери от операция „Райнхард“, е създаден с мисъл за „окончателното решаване на еврейския въпрос“. Това е причината повечето от жертвите да са полски евреи, но все пак има и такива, които са граждани на други страни, макар, за разлика от Собибор и Треблинки, в Белжец да не са изпращани транспорти от селища извън Генералната губерния. Жертвите от други страни са австрийци, чехи, немци, словаци, които са изселени в Генералната губерния, а след това са депортирани до Белжец с транспортите от тамошните гета. Трудно е да се установи броят на евреите чужденци, убити в Белжец. Според Кувалек те не са повече от 25 – 30 000 души. Арад счита, че сред жертвите чужденци има около 7500 евреи от Словакия, около 7000 от Протектората Чехия и Моравия, а също и значителен брой австрийски и немски евреи.

#### Жертви с нееврейски произход
В някои от транспортите от Галиция са товарени и роми. Фактът, че в Белжец са убивани лица с такъв етнически произход потвърждава в признанията си един от пазачите. Информацията по темата обаче е оскъдна и е трудно да бъде установен броят на жертвите с ромски произход.
Много спорове буди и въпросът за полските жертви в Белжец. Известно е, че в „експерименталния период“ от дейността на лагера в подвижните камери са убивани инвалиди и психически болни поляци и украинци от околните села, а също и политически затворници от затвора в Замошч. Най-вероятно по-късно в Белжец са били докарвани и убивани лица, за които се подозира че наблюдават лагера. Възможно е също така да има случаи, при които в транспорта са попаднали отделни поляци и украинци, които по време на депортирането са се оказали на територията на гетото. Броят на жертвите с нееврейски произход обаче остава неизвестен.
В своя статия от 1947 г. съдия Еугениуш Шройт помества информация, че в Белжец са убити между 1000 и 1500 поляци. Това са лица, арестувани по подозрение, че помагат на евреи или че извършват нелегална дейност. В по-късни полски публикации вече става дума за 1500 полски жертви, убити заради оказана помощ на евреи. Шройт базира изчисленията си на показанията на полския железничар Стефан Кирш, който твърди, че осем пъти е наблюдавал как към еврейските вагони в транспортите са били прикачвани по 1 – 2 вагона с поляци. Твърди също, че на два пъти успява да заговори пътници от вагоните и е категоричен, че единия път е разговарял с украинец. Вероятно обаче Кирш е бил принуден да даде подобни показания, което Кувалек обяснява със стремежа на властите в Полската народна република да „полонизират“ местата, вързани с еврейския геноцид.

### Разграбване на имуществото на жертвите
Геноцидът е съпътстван от грабежи в изключително големи мащаби. След ликвидирането на транспорта, захвърлените на рампата багажи, обувки, дрехи и различни предмети се извозват до локомотивното помещение, намиращо се извън рамките а лагера. Там ги сортира специална група еврейски затворници, чиято задача е да разпределят отнетото имущество по вид и качество, в дрехите се търсят скрити пари и ценности и се отстраняват всякакви знаци, които могат да подскажат, че са принадлежали на евреи. Безполезните предмети се изгарят.
Парите и ценностите се съхраняват на немска територия. Вероятно първоначално куриери от Канцеларията на фюрера за ги закарвали директно в Берлин, но по-късно започват да ги изпращат в щаба на операция „Райнхард“ в Люблин. Парите и по-ценните вещи се опаковат, пломбират и извозват с камиони или пощенски вагони. В периода на най-активните екстерминационни действия такива пратки отпътуват от Белжец два пъти седмично.
Заграбените предмети се сортират по точно определени критерии. Парите и златото се изпращат в Банката на Райха в Берлин, бижутерията и скъпоценностите в Централния стопански и административен отдел на SS. Обикновените метални предмети се предават на войската, а тъканите се изпращат във фабрики, посочени от Министерство на икономиката на Райха. Косите, отрязани от жертвите най-вероятно са изпращани във фирмата на Пол Рейман.
С отнетите от евреите пари се финансират разходите по операция „Райнхард“, в това число и разходите за транспорт до лагерите на смъртта.
„Зъболекари изваждат златни зъби, златни мостове и коронки с помощта на малки чукчета. Сред тях е и капитан Вирт. Той е в стихията си. Подава им голяма консервна кутия, пълна със зъби и казва: „Подръжте го и вижте колко тежи това злато! И това е само от вчера и завчера! – И няма да повярвате какво намираме всеки ден: долари, брилянти, злато!“ – фрагмент от рапорта на Курт Герщайн.

## Затворниците
Само двама еврейски затворници успяват да дадат показания относно пребиваването си в Белжец, но в тях не се съдържа подробно описание на затворническата общност. Предполага се, че тя е функционирала аналогично на тези в останалите лагери от операция „Райнхард“.

### Работническият отряд
Комендантът Кристиан Вирт решава, че физическата работа ще бъде извършвана от еврейски затворници, на които е спестена моменталната смърт в газовите камери. Подбирани са млади и силни мъже, чиято задача е да почистват газовите камери, да погребват труповете и да събират имуществото, останало от жертвите. Броят на работниците зависи от текущите нужди, но съставът на работническия отряд се променя непрекъснато, тъй като работниците биват бити и малтретирани постоянно и след няколко дни повечето са разстрелвани, като това може да се случи и още в деня на пристигането им в лагера. Избитите веднага са заменяни с други работници, подбрани от новите транспорти.
След известно време германците се ориентира, че такава честа смяна на работниците влияе негативно върху ефективността на работата им и решават да установят постоянен състав на работническия отряд.
Сред затворниците има и жени. Рудолф Редер твърди, че групата на жените се състои от 40 еврейки от Чехословакия, докарани от Замошч през октомври 1942 г. Те работят в кухнята, шивачницата и пералнята. Въз основа на свидетелствата на Редер, Ицхак Арад приема, че Белжец е последният лагер от акцията, в който са били приемани жени в групата на „работещите евреи“. Според други свидетелства броят на жените затворнички в Белжец е по-голям и те произхождат от различни държави.
По време на следвоенното следствие бивши офицери от SS, свидетелстват, че броят на „работещите евреи“ достига 500 души. Други източници сочат, че първоначално броят им е бил около 100 – 150 и едва през втората фаза на функциониране на лагера се увеличава до 500.
Евреите, които работят в лагера най-вероятно са били разделени на следните работни групи:
- „гаров отряд“ (Bahnhofkommando), който работи на лагерната рампа;
- отряд, работещ в съблекалнята. В състава му влизат и „фризьорите“, които отрязват косите на жените, изпращани в газовите камери;
- отряд за сортиране, който работи в локомотивното помещение;
- „горски отряд“ (Waldkommando), който изсича дърветата в гората край лагера и подготвя клоните са замаскиране на оградата;
- обслужващи затворническата кухня и кухнята на пазачите. В състава на тази група влизат преди всичко жени;
- Hofjuden („придворни евреи“) – занаятчии и специалисти като шивачи, обущари, дърводелци. Към тази група се числят и зъболекарите и лекарят, обслужващ пазачите.
- Затворници работят и на отдалечени от лагера места, като им се поставят и задачи, които не са пряко свързани с дейността на лагера.
- Значителен брой евреи работя в лагер II. Те са строго изолирани от останалите затворници и вероятно също са за били поделени на отделни групи:
- отряд за изпразване на газовите камери пренасяне на труповете в масовите гробове;
- отряд „зъболекари“, чиято задача е да изтръгват зъбите, да ги почистват и да ги претапят в кюлчета;
- отряд за изкопаване на масови гробове.

### Лагерното ежедневие
За работещите евреи тежкият принудителен труд е единствената възможност за временно отлагане на смъртната присъда. Условията на живот и труд бърдо довеждат до физическо и психическо изтощение на работниците. Средната продължителност на живота им в затвора обикновено не е повече от 5 – 6 месеца. Най-лоша е ситуацията на затворниците, работещи в лагер II.
Според Рудолф Редер работният ден в Белжец започва в 3:30, когато събуждат затворниците, дават им закуска и им произнасят сутрешния призив. След това отрядът се отправя на работа, която продължава до 18:00, с кратка почивка за обяд около 12:00 часа. В края на работния ден се провежда вечерният призив, по време на който се „селектират“ болните и изтощени затворници и се налагат дисциплинарни наказания. Светлините в бараките се гасят половин час след падането на мрака. Оттогава нататък разговорите са забранени.
Работниците носят обикновени цивилни дрехи. Според официалния дневен порцион получават: за закуска – 200 хляб и чай, за обяд – супа и малко каша или картофи, за вечеря – чай или ръжено кафе. Дневната дажба е недостатъчна. Редер, който работи в лагер II, казва, че там почти постоянно цари глад. В по-добра ситуация се намират затворниците от лагер I, които имат възможност да се снабдят с продукти, намерени в багажа или в дрехите на жертвите. Те могат, макар и с изключително голям риск, да търгуват с пазачите, за да получат храна срещу злато или скъпоценности. Кувалек предполага, че в лагер I е настъпвал глад единствено в периодите, в които транспортните композиции пристигат рядко.
Затворниците са третирани изключително брутално. Редер разказва, че са принуждавани да работят много бързо, а тези, които работят бавно или са подразнили пазачите, рискуват да бъдат жестоко пребити. Понякога „виновният“ получава 25 удара с камшик, които сам трябва да преброи, и ако се обърка при броенето, ударите започват отначало. Организирането на постоянни работнически отряди намалява броя на екзекуциите, но в лагера продължава да важи правилото, въведено от Кристиан Вирт: „който не се справя, отпада“. Затворниците, които не са в състояние да работят повече, заради раните, болести или от изтощение, биват разстрелвани. Със смърт се наказва и всяко неспазване на лагерния правилник. Редер твърди, че ежедневно са били разстрелвани около 30 – 40 затворници. През есента на 1942 г. в лагера избухва епидемия от тиф. Най-вероятно реакцията на германците е била просто да избиват болните работници, които не са в състояние да работят повече.
Нерядко се случва затворниците да не издържат тежките условия в лагера и да се самоубият.
От друга страна в Белжец се създава нещо като заместител на социалния живот. Случва се мъжете и жените да се свързват в двойки, нещо което комендант Вирт поощрява, тъй като смята, че това ще намали допълнително желанието за бягство. Във втората фаза от дейността на лагера германците организират оркестър, съставен от еврейски музиканти „селектирани“ от различните транспорти. Диригент на шестчленния оркестър е евреин от Краков на име Васерман. Оркестърът е принуждаван да свири при опразването на композициите, при изпращането на затворниците в газовите камери, по време на вечеря и на частните партита в квартирите на офицерите от SS. Организиран е и футболен отбор от затворници. Евреите, работещи извън лагера, имат възможност да се срещат с местното население, а тези, които се ползват с доверието на есесовците, могат дори да се придвижват наоколо относително свободно.

## Опити за бягство и съпротива
Дезинформация, брутална сила и изключителна бързина на действие, това са ключовите елементи на механизма за екстерминация, създаден от Кристиан Вирт. Чрез комбинирането на тези елементи той смята да създаде ситуация, в която евреите до последния момент няма да осъзнават каква е съдбата им и по тази причина няма да имат каквато и да било възможност за реална съпротива. Хитлеристите обаче не винаги успяват да си осигурят пасивност от страна на жертвите. Броят на случаите на съпротива нараства през втората половина на 1942 г., когато истината за геноцида става известна на повечето полски евреи. До физически атаки срещу офицерите или пазачите се стига изключително рядко и нито една от тях не завършва със сериозни наранявания на атакувания. Обикновено жертвите избират пътя на пасивната съпротива: отказ да излязат от вагона, отказ да си свалят дрехите или да влязат в газовата камера, проклятия и обиди срещу германците. Реакцията на офицерите и пазачите винаги е изключително брутална. Един от най-сериозните случаи на съпротива е този на 20 март 1942 г., когато в Белжец пристига транспорт от Жолква. Еврейските жени отказват да влязат в камерите. В създалата се суматоха две от тях успяват да се укрият и след това да избягат.
Известни са само два случая, в които евреи успяват да избягат от лагера и да оцелеят след войната. Това са:
- Рудолф Редер – жител на Лвов, откаран в Белжец през август 1942 г. В края на ноември германците го вземат със себе си в родия му град, за им помогне при покупката на ламарина. Той се възползва от невниманието на пазача и успява да избяга. До края на войната се укрива при познати поляци. След войната емигрира от Полша[2].
- Хаим Хиршман – откаран в лагера в началото на ноември 1942 г. През юни 1943 г. успява да избяга от влака, с който карат последната група затворници за да бъдат убити в Собибор. След бягството си се присъединява към Армия людова. След войната става служител на Службата за сигурност[2].

Има и други, които твърдят, че са успели да избягат от Белжец. Много години след войната равин Израел Шапиро от Блажова дава интервю, в което твърди, че през октомври 1942 г. е бил депортиран в Белжец с един от лвовските транспорти. Прекарва няколко дни в лагера и след това е успява да избяга с влака, който извозва ограбените от жертвите дрехи. Преживява също така и пребиваване в лагера в Бухенвалд, а след войната емигрира в САЩ. Освен в споменатото интервю Шапиро никога не говори публично за пребиваването си в Белжец. Четвъртият оцелял би трябвало да е Йозеф Хоинг от Люблин. Той разказва историята си за пръв път през 1999 г. в устно свидетелство за вашингтонския Музей на холокоста. Твърди, че е бил депортиран от гетото в Пяски през пролетта на 1942 г. Прекарва в Белжец един ден и успява да избяга във вагона с присвоените от хитлеристите дрехи.
Има свидетелства и за други лица, които са избягали от лагера в Белжец, но не са доживели до края на войната. Това са:
- Н.Н. мъж от Любича Крулевска, който работи при строежа на лагера и успява да избяга още преди пускането му в действие. Преди да бъде заловен и убит, успява да разкаже за смъртта на своите другари, убити по време на „експерименталното“ обгазяване[2].
- Мина Астман и Малка Таубенфелд, депортирани на 20 март 1942 г. от Жолква. Успяват да се укрият в хаоса при приемането на транспорта и през нощта да избягат от лагера. Разказват за преживяното, когато се завръщат в родния си град[5].
- Лейб Волщайн, 13-годишно момче, депортирано от Замошч заедно със семейството си на 11 април 1942 г. След излизане от вагона успява да се скрие в отходната яма, крие се докато се стъмни и след това успява да избяга от лагера. След завръщането си в Замошч, разказва преживяното в местния Юденрат[2].
- Зъболекар от Краков с фамилия Бахнер, който след излизането от вагона се укрива в отходната яма и прекарва там няколко дни, преди да успее да избяга. След завръщането си в краковското гето, разказва за преживяното[5].
- Силко Херц от Краков, добре известен на жителите на Белжец, тъй като поради високата си позиция в затворническата йерархия има право да излиза извън терена на лагера. Подобно на Хаим Хиршман той успява да избяга от влака, който откарва последната група затворници до Собибор. Известно е, че след бягството си се връща за кратко в Белжец и след това заминава за родния си град[2].

От трите лагера на смъртта в акция „Райнхард“ Белжец е единствения, в който не се стига до въоръжен бунт. Остава неизяснен въпросът дали затворниците са правили опити да предприемат въоръжена съпротива. В брой 27 на вътрешния бюлетин на Армия Крайова „Informacja Bieżąca“ („Текуща информация“) от 27 юли 1942 г. има информация за бунт, избухнал на 13 юни. При вида на телата в газовата камера затворниците се нахвърлят срещу своите мъчители и успяват да убият около 4 – 6 есесовци. Впоследствие бунтовниците са убити, но няколко от тях успяват да избягат. Информацията за юнския бунт не е потвърдена в други източници. Не я потвърждават и показанията на офицерите, макар Йозеф Маршалек да я смята за „много правдоподобна“.
Мария Мишевич, която се явява като свидетел в следвоенния процес срещу пазач от Травники, твърди, че през пролетта на 1943 г. заедно с група пазачи, които дезертират от Белжец, избягват и няколко евреи. Съпругата на Хаим Хиршвам, позовавайки се на разказаното от мъжа ѝ, твърди, че затворниците са подготвяли бунт и масово бягство, но не успяват да ги реализират, заради донос. Тези информации също не са потвърдени от други източници.

## Ликвидиране на лагера
След 11 декември 1942 година лагерът в Белжец спира да приема транспорти. Причините за това са няколко. Първата е, че в окупирана Полша се спират всички депортации до лагери на смъртта, тъй като във връзка с критичната ситуация на източния фронт Вермахтът налага строги ограничения за железопътния транспорт. Неуспешни се оказват и планираните депортации от Румъния. Решаващ фактор за затварянето на лагера обаче най-вероятно е фактът, че на територията му не остава място за повече масови гробове. Съществуващите вече са до такава степен пълни, че миризмата на разлагащи се трупове изпълва цялата околност, а влаковете по линията Люблин – Лвов трябва да пътуват със затворени прозорци дори на няколко километра разстояние от Белжец. Това състояние на нещата заедно с нарастващата санитарна опасност стават причина за жалби дори от страна на местните немски власти.
Още през лятото на 1942 г. офицерите от лагера правят опити за заличаване на следите от геноцида. Лежащите в масовите гробове тела биват посипвани с хлор и заливани с цимент. Правени са опити да бъдат изгаряни с помощта на кокс или други лесно запалими вещества. Всички подобни методи се оказват неуспешни и след известно време експериментите са прекратени. Горе-долу по същото време ръководството на SS нарежда на Одило Глобочник да изгори телата на евреите, убити в газовите камери на лагерите от акция „Райнхард“. В изпълнение на тази заповед няколко месеца по-късно в Белжец отново пристъпват към кремиране на телата. Този път се използва по-резултатен метод, разработен най-вероятно на базата на опита от акция 1005. През октомври на територията на лагера е издигната специална скара, направена от релси и траверси и са докарани един или два багера, с помощта на които се отварят масовите гробове. През следващите месеци еврейските затворници систематично опразват масовите гробове и пренасят останките (често в напреднал стадий на разлагане) върху скарата, където ги подпалват с помощта на нафта или друга лесно запалима течност. За денонощие на една скара можело да бъдат изгорени около 2000 тела. Останалите след кремацията кости са раздробявани на дребно. За целта първоначално се използват мелнички за зърно, конфискувани от жителите на Белжец. По-късно от лагера в Лвов е докара специална мелница за мелене на кости. Натрошените кости са погребвани обратно в масовите гробове. За да ускорят акцията за заличаване на следите от геноцида през януари 1943 г. германците построяват поредната скара. Жителите на Белжец и околностите, както и намиращите се там немски войници, полицаи и служители всекидневно наблюдават издигащите се над лагера дим и пламъци. Миризмата е толкова силна, че в някои дни я усещат дори в селища, разположени на повече от 20 километра от лагера.
Кремацията се ръководи от Фриц Таушер, работниците надзирава Ханрих Глей, а оператор на багера е Лоренц Хакенхолт. Броят на пазачите е намален до около 60 – 70 души. Макар лагерът да не приема транспорти, на неговата територия все още се извършват единични екзекуции. В резултат на недохранване, болести и жестоко отношение, броят на работещите затворници непрекъснато намалява, докато накрая германците са принудени да подобрят санитарните условия и дневният им порцион храна.
Акцията по изгаряне на труповете е проведена през последните дни на март 1943 г. След приключването ѝ се пристъпва към ликвидиране на лагера и заличаване на следите от съществуването му. Тези операции също се извършват под ръководството на Фриц Таушер. Съборени са всички сгради, ограждения и охранителни кули. Част от съоръженията са пренесени в концентрационния лагер Майданек. Лагерната документация също е унищожена. Теренът е залесен с млади дръвчета.
По това време в Белжец все още пребивават 300 – 500 затворници. След приключване на ликвидационните дейности, те са натоварени на влакове, като им се съобщава, че ще бъдат изпратени в трудов лагер в Люблин или на работа в Германия. В действителност транспорът се отправя към Собибор. Много от евреите, предчувствайки каква съдба ги очаква, опитват да избягат от влака. Оцелелите затворници от Собибор твърдят, че транспортът е пристигнал на 26 или 30 юни, макар според други източници това да е станало през май или първите дни на юли. При слизането на рампата те оказват сериозна съпротива, в резултат на което всички са разстреляни. Пряка последица от тези събития е създаването на лагерна конспирация, а в по-далечна перспектива – увенчаното с успех въстание на затворниците от този лагер.
Белжец е първият ликвидиран лагер от акцията „Райнхард“. Офицерите от лагера са прехвърлени в лагера на смъртта в Собибор или в различни трудови лагери.

## Реакциите

### Информация за лагера в окупирана Полша
От всички лагери в акция „Райнхард“ Белжец е най-слабо укритият, тъй като се намира много близо до селото, гарата и оживена железопътна линия. Първоначално германците дори позволяват на местното население да се доближава до влаковите композиции и да разговаря със затворените вътре евреи, но по-късно това е забранено. На местното население е забранено дори да гледа лагера.
Жителите на Белжец и железничарите бързо се ориентират каква е съдбата на откарваните в лагера евреи. През лятото на 1942 г. миризмата от разлагащите се останки става токова силна, че прозорците на влаковете се затварят километри преди да достигнат Белжец. Въпреки всичко обаче само част от поляците знаят за лагера. Р. Кувалек смята, че той е известен само на членовете на съпротивата и на жителите на Люблинска област и Източна Малополша. Германците правят всичко възможно да държат евреите в неведение относно съдбата която ги очаква. Убеждават ги, че ще бъдат изпратени в окупираните терени на СССР, където ще им се даде работа. Но само няколко дни след започването на депортацията до гетото в Люблин достига информация, че всъщност транспортите се изпращат в Белжец. Тази вест предизвиква силно брожение, тъй като споменът за лошата слава на тамошния трудов лагер е много силен. Скоро след това, вероятно още през март, евреите от Люблин научават по различни пътища каква е съдбата на депортираните. През март и април до Люблин, Замошч, Рава Руска и Жолква достигат първите избягали от лагера. Техните свидетелства са посрещнати с недоверие и първоначално са били известни на много малко хора от гетото, най-вече на представителите на Югенрат. Едва през късното лято на 1942 г. истината за геноцида започва да става широко известна сред полските евреи. Оттогава хитлеристите имат все по-големи трудности с депортирането, тъй като евреите все по-често се опитват да се скрият в гетата, да търсят помощ „от арийска страна“ или да бягат от влаковете.
Макар формално екстерминацията на евреите да е строга тайна, за Белжец знаят почти всички служители в грманския окупационен апарат, както и членовете на техните семейства. Въпреки официалните забрани, лагерът се посещава дори „с туристическа цел“ от служителите в местните органи на немската администрация.

### Съпротивата и съюзническите правителства
В края на март и началото на април 1942 г. във варшавското гето започват да пристигат писма от гетата в Люблински дистрикт, в които по завоалиран начин се съобщава за започването на масова депортация. По различни пътища тази информация достига и до членовете на конспиративния Онег Шабат. В началото на април един от водачите на Онег Шабат получава две писма от Шламек Байлер вел Винер – оцелял от лагера на смъртта в Хелмно на Нер. В първото си писмо той съобщава, че вероятно замойските евреи ги очаква същата съдба като на евреите в Хелмно. Във второто писмо информира, че лобното място на евреите от Люблинска област е Белжец. Най-вероятно именно тези писма придават достоверност на информацията, която Онег Шабат получава по-рано.
Започването на акция „Райнхард“ изненадва Полската нелегална държава. Първоначално тя не разполага с достоверна информация по темата. В средата на април в докладите на разузнаването се появяват съобщения за извозването на евреи до Белжец, но те не съдържат никаква подробна информация. Благодарение на контактите с Онег Шабат информацията достига по-бързо до ръководните нелегални центрове във Варшава. В доклад от 3 април 1942 г. за положението на евреите на територията на Полша има информация, че евреите от Люблинска област биват извозвани до „лагера за екзекуции в Белжец“. Добавя се, че вероятно евреите там са убивани „по »хелмински« начин, т.е. с помощта на газ“. На 16 април на страниците на „Biuletyn Informacyjny“ („Информационен бюлетин“) е публикувана статия за избиването на люблинските евреи, в която за пръв път на полската общественост се съобщава, че евреите са откарвани в лагерите в Белжец и Травники, където „според достоверна информация, биват масово избивани […] с помощта на отровен газ“. През април и май статии на тази тема се появяват и на страниците на нелегалните еврейски списания („Jugntruf“, „Nowe Tory“, „Undzer Weg“). В брой 16 на периодичното издание на Армия крайова „Informacja Bieżąca“ („Текуща информация“) от 28 април Белжец е определен като „огромна централа за извършване на масови екзекуции на евреи“. Посочва се също, че според местното население в лагера вече са избити 80000 евреи (което авторът все пак определя като преувеличение).
В началото на май командването на Окръг Люблин изпраща на Главното командване на Армия крайова доклад за политическата ситуация през април 1942 г., към който е приложен специален рапорт за лагера в Белжец. Автори на доклада най-вероятно са войници от Томашов Любелски, чийто източник на информация са местните поляци и железничарите. Докладът информира, че лагерът, определен като „лагер на смъртта“, е пуснат в действие на 17 март 1942 г. и в рамките на по-малко от три месеца приема 52 транспорта, в които се намират приблизително 78000 евреи. Отбелязва се, че намиращите се в лагера сгради не биха могли да съберат толкова много хора, а също и че затворниците не са извозвани на други места. Докладът информира, че полските железничари нямат достъп до територията на лагера, че там не се кара храна, а вар. След всеки транспорт лагера напускат минимум два вагона с дрехи, в топлите дни оттам се носи силна смрад, а украинските пазачи притежават значителни количества скъпоценности, които харчат за алкохол. Въз основа на всички тези наблюдения авторите на доклада стигат до извода, че „евреите в лагера са масово избивани“. Тъй като не се чуват изстрели и викове, разузнаването на Армия крайова достига до извода, че жертвите са убивани в „уплътнени бараки“ чрез използване на електричество, газ или разреден въздух (последното се приема за най-вероятно). Вероятно именно тези доклади са източникът на информация за написването на споменатата по-горе статия. През май и юни на страниците на полската нелегална преса са публикувани поредните статии на тази тема.
В следващите месеци разузнаването на Полската нелегална държава продължава да наблюдава лагера и пристигащите в него влакови композиции. В доклади от пролетта и лятото на 1942 г. се отбелязват масовите депортации, чиято крайна цел е лагерът в Белжец. Полското разузнаване отбелязва и прекъсването на екстерминационната акция в средата на май. В доклад от 12 септември подробно се описва механизмът на усмъртяване, като се потвърждава, че жертвите са убивани чрез използване на газ. Случва се в рапортите на полското разузнаване да се появи и непотвърдена или погрешна информация, като тази за предполагаемия бунт на 13 юни. От вниманието на разузнаването убягва фактът, че през лятото на 1942 г. в лагера са построени нови газови камери, а едва през февруари 1943 г. в докладите се появяват съобщения за масово изгаряне на труповете. Нещо повече, съдържанието им показва, че полското разузнаване не забелязва, че през декември 1942 г. в лагера спират да пристигат транспорти и в рамките на няколко месеца той е ликвидиран.
На 23 май 1942 г. полското правителство в Лондон получава депеша от главния комендант на Армия крайова ген. Стефан Ровецки, в която го информира, че в Белжец са убити близо 80000 евреи. Правителството в изгнание и лидерите на еврейските организации се опитват да накарат съюзническите правителства да се заинтересуват от съдбата на полските евреи. През юни в предаванията на BBC се споменават лагерите на смъртта в Белжец и Хелмно на Нер[402]. В края на 1942 г. куриерът Ян Карски доставя в Лондон комплект доклади за геноцида над евреите в окупирана Полша. Карски свидетелства и като очевидец, тъй като преоблечен като колаборационист успява да влезе в гетото в Избица, където пред очите му брутално е натоварен транспорт за Белжец. На 1 декември 1942 г. на страниците на издавания от полското Министерство на информацията „Polish Fortnightly Review“ е публикуван споменатия извънреден доклад, а малко по-рано, на 15 ноември 1942 г., д-р Игнаци Шварцбарт, в своя декларация повдига въпроса за масовите убийства, извършвани в Белжец. Предоставената от него информация е поместена в публикацията The Black Book of Polish Jewry, издадена през 1943 г. в Ню Йорк. През същата година полското правителство публикува още един, много по-подробен, доклад за Белжец, но в съюзническите и неутралните столици информацията за геноцида над евреите се приема с недоверие. Интересът от страна на публичното мнение е незначителен и не предизвиква сериозни политически или военни реакции. Безрезултатни се оказват усилията на полското правителство да накара съюзниците да предприемат ответни действия спрямо немските цивилни граждани.

### Докладът на Курт Герщайн
В средата на август 1942 г. в Люблин пристигат двама офицери от SS: Курт Герщайн и д-р Вилхелм Пфаненщийл. Двамата са специалисти по въпросите на хигиената. Задачата на Герщайн е да изследва възможностите за използване на циклон B в газовите камери на лагерите от акция „Райнхард“, а също и да помогне за дезинфекцирането на заграбените от жертвите дрехи. След кратко пребиваване в Люблин двамата офицери се отправят към Белжец, където прекарват два дни. Тогава стават свидетели на ликвидирането на транспорт от Люблин. От свидетелствата на Герщайн става ясно, че след това са се отправили към лагера Треблинка II, след което са се завърнали в Берлин.
Още през втората половина на 30-те години Герщайн започва да не харесва хитлеристкия режим. Антифашистките му убеждения се засилват, когато разбира, че сестрата на съпругата му е убита по време на акция T4. Престъпленията, на които става свидетел в Белжец, и особено жестокото отношение към децата и страданието на жертвите, които три часа чакат натъпкани в газовите камери, за да бъде поправен двигателят, с чиято помощ ще ги убият, предизвикват у него силен шок. Връщайки се с влака към Берлин, Герщайн случайно среща шведския дипломат барон Йоран вон Отер. Разказва му какво е видял в Белжец и го моли да информира за това съюзниците. Двамата се срещат още веднъж в Берлин. Герщайн предприема и други действия. Свързва се с посолството в Швейцария и с евангелския епископ в Берлин Ото Дибелис. Разказва видяното и на свой приятел инженер, който е участник в холандската съпротива. Прави усилия да се свърже и с католическия епископ в Берлин, Конрад вон Прейсинг, но успява да осъществи контакт само с неговия секретар.
Всички усилия на Герщайн остават напразни. Правителствата на Швеция и Швейцария не предават информацията на съюзниците и не предприемат каквито и да било мерки с цел да накарат немските власти да се откажат от унищожаването на евреите. Свидетелствата му не достигат и до Ватикана, а немските християнски църкви не се осмеляват да изразят сериозен протест срещу нацистката политика на геноцид. През юли 1945 г. Герщайн се самоубива при неизяснени обстоятелства в парижкия затвор Шерше-Миди. Три месеца преди смъртта си дава пълни показания пред съюзническите следователи и прави писмен доклад за пребиваването си в Люблин и Белжец. Смятан е за един от най-важните свидетели на холокоста.

### Жителите на Белжец и околностите
За местното население животът в близост до лагера на смъртта е свързан с много опасности. Караулите без колебание откриват огън срещу онези, които са заподозрени, че наблюдават лагера. След приключване на смяната си пазачите от лагера се разхождат из околностите и се отнасят жестоко с жителите и железничарите, които срещат по пътя си. Всеки, който се осмели да изрази недоволство от постъпките им е заплашен да бъде пребит или арестуван.
В началото на октомври 1942 г., поради невнимание от страна на пазачите, избухва пожар в конюшнята, където комендант Готлиб Херинг държи любимите си коне. Страхувайки се от последствията, пазачите обвиняват за пожара „саботьори“. На 4 октомври Херинг лично организира акция, при която са убити над 50 поляци и украинци, живущи в Любича Крулевска и околните села.
От друга страна близостта на лагера повлиява деморализиращо на част от местното население. През първия период от дейността на лагера някои от жителите на Белжец продават на високи цени вода на затворените във вагоните евреи. Благодарение на съществуването на лагера Белжец става специфичен „търговски център“. Тайно от германците пазачите крадат от парите и ценностите, отнети от евреите, а после плащат с тях в околните селища за храна, алкохол и сексуални услуги. Фактът е широко известен и е отбелязан дори в докладите на Полската нелегална държава.
Рудолф Редер, автор на спомени за лагера в Белжец, не описва контактите си с местното население. Информация по темата откриваме в свидетелствата на някои от евреите, успели да избягат при депортацията. Те обикновено определят отношението на местното население към бегълците като негативно. Факт е, че покрай железопътната линия, водеща към Белжец, обикалят „ловци“, които ограбват евреите, а после ги предават на немската полиция или ги убиват, но от друга страна избягалите от лагера, които успяват да преживеят войната, в много случаи оцеляват именно благодарение на помощта на нееврейското население. В самия Белжец е спасена няколкогодишната Ирена Шницер, укривана от полско семейство.

## Следвоенна история

### Период на профанация и забрава
През юли 1944 г. немското семейство, заселено на терена на бившия лагер, страхувайки се от приближаването на Червената армия, напуска стопанството си и бяга на запад. На 4 юли съветските самолети унищожават железопътната гара в Белжец. Вероятно именно тогава изгарят всички съхранявани там документи за транспортите, които са необикновено ценни за историята. На 21 юли селото е освободено.
Окръжната комисия за разследване на хитлеристките престъпления в Люблин. Първият етап от разследването ръководи окръжният съдия-следовател в Замошч – Чеслав Годжишевски, вторият – прокурорът на окръжния съд в Замошч – Тадеуш Хрушчевич. Полските следователи изслушват многобройни свидетели и правят оглед на терена, на който се е намирал лагера. Докладът с резултатите от следствието е написан от Еугениуш Шройт и е публикуван на страниците на „Бюлетин на Централната комисия за разследване на хитлеристките престъпления в Полша“ през 1947 г. Това е първата и в продължение на много години единствена научна публикация, посветена на лагера в Белжец. През февруари 1946 г. са публикувани спомените на Рудолф Редер, озаглавени „Белжец“.
През първите години след войната лобното място на хиляди евреи става обект на непрестанен вандализъм. Извършители са „гробищните хиени“, които разкопават терена в търсене на злато и скъпоценности. Очевидци на техните действия са жителите на Белжец, служители на милицията и следователи, които през 1945 – 1946 г. проучват терена на лагера. Властите обаче не предприемат сериозни мерки, за да спрат вандализма. Официалната преса не информира за действията на „хиените“, централните еврейски институции съсредоточават усилията си за опазване на паметта на жертвите в лагерите Аушвиц-Биркенау, Майданек и Треблинка, но не предприемат аналогични действия по отношение на Белжец и Собибор.
Периодът на сталинизма не благоприятства опазването на паметта за жертвите в Белжец, още повече, че ролята на „носители на паметта“ поемат музеите в Освиенцим и Майданек. След смъртта на Рудолф Редер и Хаим Хиршман не остават оцелели затворници, които да полагат усилия за почитане паметта на жертвите. Едва в периода на Владислав Гомулка по повод на дискусията за състоянието на Музея Майденек в публичното пространство се появява информация за трагичното състояние на лагерните терени в Белжец и Собибор. Най-много усилия за опазване на терена полага тогавашния директор на Държавен музей Майданек Едвард Грин. Въпреки това едва на 1 декември 1963 г. по инициатива на Съвета за защита на паметта за битки и мъченичества в Белжец е открит паметник на жертвите в лагера. Интересът към това събитие не е особено голям, за него се споменава най-вече в местната преса, като почти не се говори за еврейския произход на жертвите. Централен елемент на паметника е криптата мавзолей, в която са поставени тленни останки и предмети, намерени на територията на лагера. Местата в северната част, където са били изгаряни жертвите са обозначени с четири бетонни структури („пилони“, „саркофази“). Откритите гробове са оградени и обозначени с помощта на бетонни урни. В началото на осемдесетте години е поставена паметна плоча, която информира, че в лагера са убити „600 000 евреи и около 1500 поляци, които са оказвали помощ на евреите“.
В периода на Полската народна република, и особено след мартенските събития през 1968 г., Белжец се превръща в – по думите на Роберт Кувалек – „забравен паметник на холокоста“. Не се правят научни изследвания, посветени на историята на лагера, в малобройните бележки, поместени в официални публикации, лагерът е определян като лобно място както на евреи, така и на поляци. Първата разработка на полски език, в която лагерът се описва по-подробно е статията на М. Трегенца и Й. Маршалек публикувана на страниците на „Zeszyty Majdanka“ („Записки от Майданек“) едва през деветдесетте години. Извън границите на Полша първият труд, посветен на темата Белжец, е издадената през 1987 г. монография за лагерите на смъртта от акция „Райнхард“, чийто автор е Исхак Арад.

### Новата памет за жертвите
През 1995 г. полското правителство и вашингтонският Мемориален музей на Холокоста в САЩ (United States Holocaust Memorial Museum) сключват договор за изграждането на нов проект за увековечаване паметта на загиналите[464]. Две години по-късно международният конкурс по темата е спечелен от проекта на Анджей Солига, Зджислав Пидек и Мартин Рошчик.
В периода 1997 – 2000 г. на терена на лагера са проведени археологически проучвания. Открити са 33 масови гроба, основи на сгради, а също и част от многобройни предмети, принадлежали на жертвите. В някои от гробовете са открити останки от човешки тела, което сочи, че акцията за заличаване на следите не е била напълно успешна.
Строежът на новия проект в памет на загиналите започва през 2002 г. Тъй като Мемориален музей на Холокоста в САЩ се оттегля от ролята на официален партньор, инвеститор от страна на американската диаспора става Американският еврейски комитет (American Jewish Committee). Основен инвеститор от полска страна е Съветът за защита на паметта за битки и мъченичества. На 1 януари 2004 г. е създаден Музеят – Място за памет в Белжец, който е отдел на Държавен музей Майданек. На 3 юни същата година официално е открит новият мемориален фундамент. В тържественото откриване вземат участие президентът Александър Квашневски, представители на еврейски организации, посланиците на Германия, Израел и САЩ, както и близки на жертвите. Най-важният елемент на мемориалния паметник е пространството, представящо символично масовия гроб. Входът на паметника-гробище се намира там, където е започвала железопътната линия. Символично продължение на рампата е сградата на музея. Дълбоко през символичния гроб преминава „Пукнатина“ – коридор, намиращ се на мястото, където най-вероятно се е намирал „шлаухът“. „Пукнатината“ напомня рана или пропукване на земната повърхност. Срещу изхода на коридора, върху висока стена от светъл гранит, на иврит, полски и английски е изписан цитат от Книга на Йов: „Земьо, не крий кръвта ми, за да не спира моят вик“. От другата страна има каменни плочи, върху които са изписани имената на загиналите евреи.
В сградата на музея има постоянна експозиция. Музеят документира историята на лагера и провежда образователна дейност за деца над 14 години и за възрастни.
Новият паметник е оценен позитивно от критиците на изкуството, а броят на посетителите непрекъснато нараства, но въпреки всичко годините на мълчание са изтрили лагера от историческата памет на поляците. В рамките на изследване, резултатите от което са публикувани през 2010 г., на въпроса кои места в Полша трябва да бъдат определени като паметници на геноцида над еврейското население, едва 0,9% от запитаните посочва Белжец.

## Отговорността на извършителите
Някои от офицерите на SS, служили в Белжец, умират или загиват по време на войната или скоро след това. Кристиан Вирт е убит от югославски партизани през май 1944 г. Заместникът му Готлиб Херинг умира от естествена смърт през октомври 1945 г. Сред умрелите по време на войната са и: Фриц Юрман (застрелян случайно от друг есесовец през март 1943 г.), Ервин Фишер (убит от полски партизани през март 1943), Йохан Неман (убит по време на въстанието на затворниците през октомври 1943) и други.
Съдбата на някои от членовете на персонала в Белжец остава неизвестна. Сред тези, които най-вероятно са успели успешно да заличат следите след себе си са Лоренц Хакенхолт и Паул Грот.
През 1959 г. новосъздадената Централна комисия за разследване на националсоциалистическите престъпления в Лудвигсбург започва следствие за престъпленията, извършени в Белжец. Разследвани са девет бивши офицери на SS, като скоро след това следствието срещу един от тях – Ханс Гирциг, е прекратено поради влошеното му здравословно състояние. През август 1963 г. останалите разследвани са обвинени в съучастие в убийството на най-малко 360 хиляди евреи. Обвинението е значително затруднено от факта, че не разполага със съществени доказателства и с показания на свидетели. Показанията на Рудолф Редер – единственият оцелял свидетел, взел участие в следствието, не променят много ситуацията, тъй като той не е в състояние да разпознае нито един от есесовските офицери. През януари 1964 г. съдът в Мюнхен постановява прекратяване на делото срещу седмината обвиняеми. Съдиите приемат обясненията им, че са действали по принуда и не са могли да откажат участие в екзекуциите или да се противопоставят на заповедите на комендантите Вирт и Хериг, тъй като са се страхували за живота си. Наказателна отговорност понася единствено Йозеф Оберхаузер, който заради офицерския си чин и високата си позиция в лагерната йерархия не може да приложи същата линия на защита като останалите обвиняеми. През април 1965 г. същият съд в Мюнхен му определя наказание от 4,5 години лишаване от свобода, от които излежава само половината.
Някои от членовете на хитлеристкия персонал в Белжец са осъдени за престъпления, несвързани със службата им в лагера. През 1949 г. Фриц Шмид е осъден от съветските окупационни власти на 9 години затвор. Курт Франц е осъден на доживотен затвор в процес срещу хитлеристкия персонал в Треблинки (1965). Ерих Фокс и Вернер Дюбоа са осъдени съответно на четири и три години лишаване от свобода в процес срещу персонала на Собибор (1966). Рудолф Гьокел е оправдан с присъда на Окръжен съд в Замошч, (1948). Прекарва три години в полски затвор и е освободен по силата на амнистия.
През първата половина на 60-те години в Съветския съюз има няколко процеса срещу бившите служители в Травники. Много от обвинените получават смъртно наказание или дълги години затвор. Сред получилите смъртно наказание са: Васил Бялаков, Николай Матвиенко, Иван Никифоров, Васил Подиенко, Александър Шулц, Иван Тихоновски и Иван Зайчев.
През юли 2010 г. немската прокуратура внася обвинителен акт срещу Самуел Кунц, пазач в Белжец, като го обвинява в убийството на 10 души и в съучастие в убийството на още 430 000. Кунц умира преди започването на процеса.

## В културата
Вацлав Колоджейчик, пенсиониран работник на железниците, през 60-те години рисува серия картини, представящи живота в Белжец по време на Втората световна война, включително и лагера на смъртта. Оригиналите на шест от картините му се намират в свещеническия дом на катедралата в Белжец.
Историята на Курт Герщайн, включително сцени от посещението му в Белжец, е показана във военната драма от 2002 г. „Амин“ (реж. Коста-Гаврас).